# Missing (una investigación)
Missing (una investigación) es la quinta novela del escritor chileno Alberto Fuguet, publicada originalmente en 2009 por la editorial Alfaguara. Es una novela autobiográfica que trata acerca de la búsqueda de su desaparecido tío Carlos Fuguet García.
El libro está dedicado a Michelle Fuguet.

## Historia editorial
La novela fue inicialmente publicada en 2009 por la editorial Alfaguara. Al año siguiente fue publicada en la editorial argentina Aguilar. En 2012 fue reeditada por «Punto de Lectura» del Grupo Santillana, con una nueva portada que incluye una fotografía del personaje principal de la obra, Carlos Fuguet García, tomada por su hermano Jaime Fuguet García en Inglewood, California, entre 1964 y 1965.
De acuerdo con el autor, este ya había escrito una crónica acerca de su tío, titulada «Se busca un tío» y publicada en mayo de 2003 en la revista peruana Etiqueta Negra. Una transcripción de esta crónica es incluida en el segundo capítulo de la novela, mientras que en el capítulo siguiente incluye algunos apuntes y textos relacionados escritos en abril del mismo año.
El autor también señala en la novela que para escribirla se inspiró en el libro Altamirano, de Patricia Politzer.

## Argumento

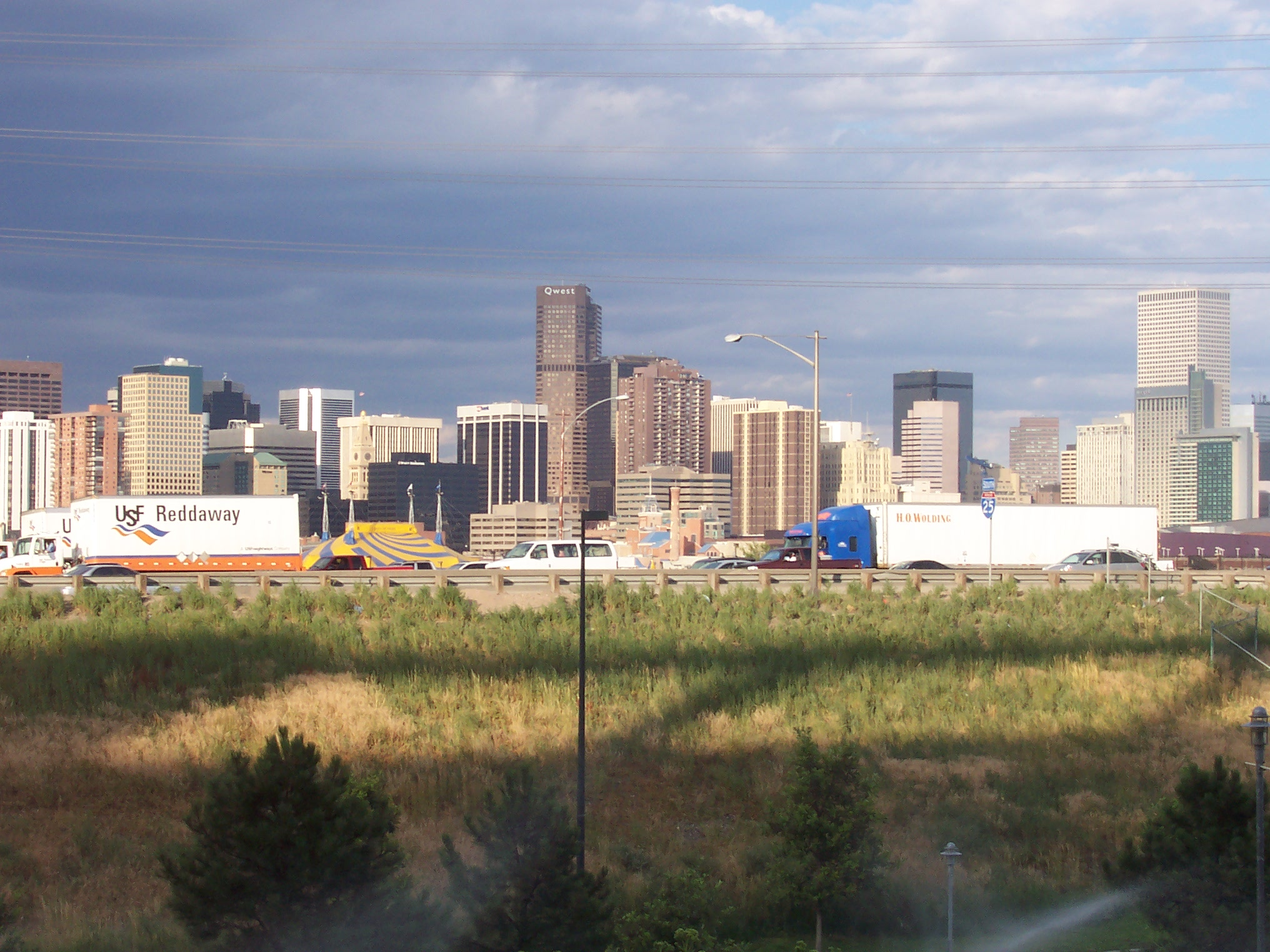
Denver, en el estado de Colorado, donde Alberto Fuguet encontró a su tío Carlos.

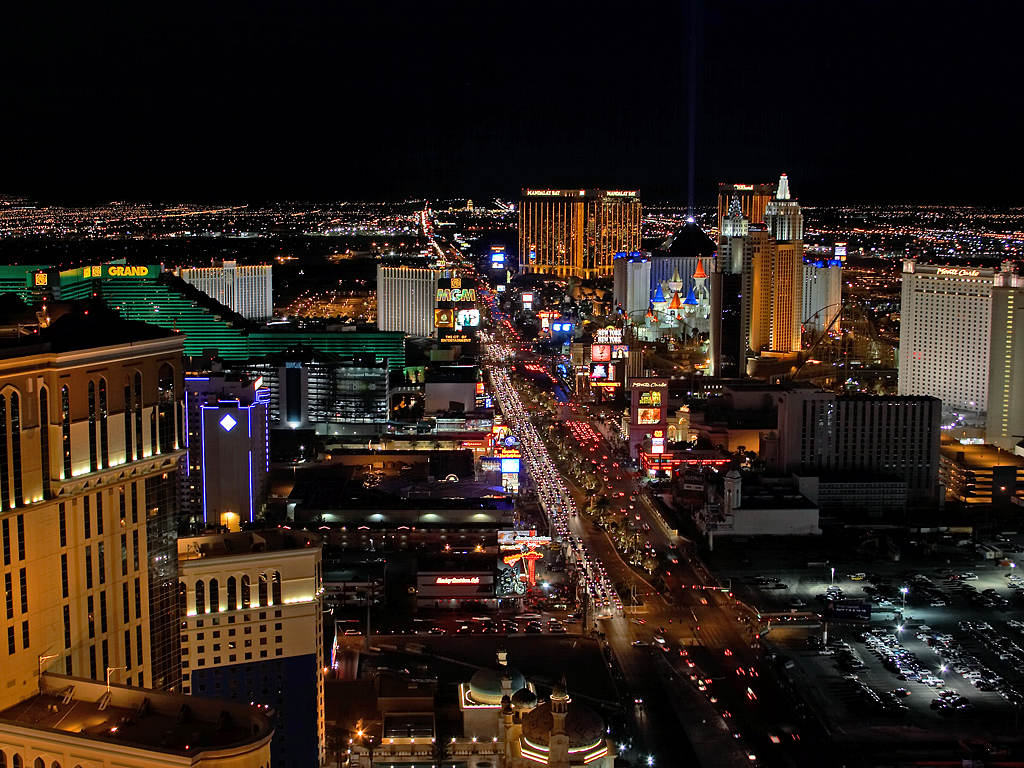
Las Vegas, ciudad donde su tío vivió una época de derroches que le valió la cárcel.

La novela se centra en la desaparición y búsqueda por Estados Unidos de Carlos Fuguet, tío del autor. Alberto se propone buscarlo en enero de 2003, convenciendo a su padre, con quien se había reconciliado luego de que este los abandonara a él y a su madre durante 25 años, huyendo a California desde Santiago de Chile.
La última vez que Alberto había visto a Carlos había sido en California, con solo 16 años. Allí el escritor había vivido su niñez, luego que el negocio textil de su odiado abuelo paterno decayera en Santiago y este decidiera migrar con toda su familia a Estados Unidos en busca de mejor vida. Obsesionado con su búsqueda y sin demasiadas dificultades, logra encontrar a su avejentado tío en Denver, el mismo año 2003, y convencerlo de que retome el contacto con la familia. Luego de regresar a Chile de ese primer reencuentro, a partir de agosto Alberto comienza a visitarlo con cierta regularidad, para entrevistarlo con el objetivo de escribir un libro acerca de él.
De estos encuentros va surgiendo el testimonio de la vida de Carlos. Luego de incursionar en la universidad y en el socialismo, este debió emigrar a Estados Unidos bajo las órdenes de su autoritario padre. Tras una dura adaptación en Estados Unidos, generada por sensaciones de nostalgia, desorientación y soledad, sumadas a las complicadas relaciones con su padre, consigue iniciarse en la industria hotelera, consiguiendo cierta independencia de su familia. Esta independencia aumentó luego que lo reclutaran para ir de reserva a Texas, en representación de su nueva patria durante la Guerra de Vietnam. Esta experiencia lo liberó de sus ataduras familiares y en su sexualidad. Acabada la guerra se convirtió en músico hippie y se casó y divorció en dos ocasiones: primero con una ninfómana demasiado liberal para él, y luego con una millonaria que lo introdujo en la vida del derroche en Las Vegas, ciudad donde finalmente fue apresado por desfalco. Luego de salir de la cárcel, regresó a vivir con sus padres, pero no aguantó y huyó en un cadillac comprado con un cheque sin fondos, por lo cual volvió a ser apresado. Tras dejar su segundo período carcelario, durante los años 1980 y 1990 trabajó en distintos lugares, especialmente en el rubro hotelero. Llegó a alcanzar cierta fama como percusionista, y debido a su relación con una mujer mucho mayor que él, acabó por calmarse y dejar el alcohol. En el momento en que Alberto logró encontrarlo, estaba muy solo y empobrecido, pero liberado y con una tranquila sensación de desapego consciente.
Finalmente, pese a las advertencias de su familia y amigos, y a una creciente convicción de no hacerlo, Alberto acabó escribiendo su novela, motivado especialmente por el entusiasmo de Carlos de que el proyecto se llevara a cabo.

## Estructura
El libro comienza con siete epígrafes, el primero de los cuales es un extracto de París era una fiesta, de Ernest Hemingway, relacionado con la ficción y la no ficción en la literatura. Todos los epígrafes restantes se refieres a extractos de obras que hablan acerca del perderse y el encontrarse: Papelucho, Perdido, de Marcela Paz; Héroes, de Ray Loriga; La deriva continental, de Russell Banks; The Sportswriter, de Richard Ford; «Hurt», de Nine Inch Nails; The Mistress's Daughter, de A.M. Homes.
El libro se divide en nueve capítulos, algunos de los cuales posee distintos géneros y características propias (sic):
| #    | Capítulo                                                  | Tiempo                     | Persona                                                                     | Otras características |
| ---- | --------------------------------------------------------- | -------------------------- | --------------------------------------------------------------------------- | --- |
| I    | «Escondido a pleno sol: escribir la historia»             | Pasado                     | Primera singular                                                            | Presentación del contenido del libro. |
| II   | «Perdido: la crónica que inició todo»                     | Pasado                     | Primera singular                                                            | Transcripción de una crónica. |
| III  | «Padre e hijo: buscar en plural»                          | Pasado                     | Primera singular                                                            | Dividido en dos partes numeradas. Incluye epístolas y apuntes. |
| IV   | «Missing: dos regresos»                                   | Presente                   | Tercera singular                                                            | El protagonista es Fuguet en su pasada adolescencia. |
| V    | «El otro: la sombra de la sombra»                         | Presente                   | Primera singular                                                            | Escrito a modo de recuerdos. |
| VI   | «Encontrar: enter ghost»                                  | Presente                   | Tercera singular                                                            | El protagonista es Fuguet hacia 2003. |
| VII  | «All American Slam: conversando en el Denny's on Federal» | Pasado                     | Primera singular                                                            | Incluye correos electrónicos y entrevistas. |
| VIII | «The Echoes of his Mind: carlos talks»                    | Pasado (Presente al final) | Primera singular                                                            | Catorce textos autobiográficos escritos en verso en la voz de Carlos Fuguet: «my own country», «una casa con rejas», «universitario», «la huida», «america the beautiful», «mi primer auto», «the latin girl-next-door», «waco, texas», «suzette», «barbara from pasadena», «libertad condicional», «starting over», «adrift» y «contar». |
| IX   | «El Valle de la Muerte: encuentro en el desierto»         | Pasado y Presente          | Primera singular (primera parte) y primera plural (segunda y tercera parte) | Dividido en tres partes numeradas. |

En ocasiones a lo largo de la novela el autor hace uso de términos en inglés, representando la manera de hablar de los emigrantes latinos en Estados Unidos. En las entrevistas realizadas a Carlos, en el séptimo capítulo, las respuestas de su tío están escritas totalmente en inglés, cuando se trata de preguntas incómodas y personales.

## Recepción
Esta novela ha recibido una muy buena recepción de la crítica especializada, incluyendo positivos comentarios de Mario Vargas Llosa. A la fecha de su publicación, por algunos fue considerada la mejor obra del autor.